# Juan Antonio Orus
Juan Antonio Orus war ein spanischer Automobilhersteller.

## Unternehmensgeschichte
Der Motorrad- und Autorennfahrer Juan Antonio Orus gründete 1922 das Unternehmen, das seinen Namen trug, und begann mit der Produktion von Automobilen. Der Markenname lautete Hercules. 1926 endete die Produktion.

## Fahrzeuge
Das einzige Modell war ein Cyclecar. Der Motor verfügte über 1100 cm³ Hubraum. Orus setzte seine Fahrzeuge auch bei Autorennen wie Brucs und Trofeo Armangué ein.

## Orus
1932 konstruierte Orus einen größeren Wagen, der unter dem Markennamen Orus vermarktet werden sollte. Doch das Projekt blieb im Prototypenstadium stecken.